# Akiko Kono
Akiko Kōno (香野 晶子, Kōno Akiko) est une ancienne joueuse de volley-ball japonaise née le 5 septembre 1989 à Fukuoka (Préfecture de Fukuoka). Elle mesure 1,80 m et jouait au poste de centrale. Elle a mis un terme à sa carrière de volleyeuse professionnelle en juin 2016.

## Clubs
| Club                          | De        | À         |
| ----------------------------- | --------- | --------- |
| Kyushubunkagakuen High School | 2005-2006 | 2007-2008 |
| Pioneer Red Wings             | 2008-2009 | 2013-2014 |
| Okayama Seagulls              | 2014-2015 | 2015-2016 |